# Behind the Curtain
Behind the Curtain – pierwszy pełny album polskiej grupy StrommoussHeld.
Utwory Materia of Depression i Solar Scream zostały zremiksowane na następnym albumie, Halfdecadance EP.
Część utworów z płyty wykorzystano w ścieżce dźwiękowej do sztuki Michała Ratyńskiego "Trainspotting" w Teatrze Śląskim (na podstawie powieści Irvine'a Welsh'a o tym samym tytule).

## Lista utworów
1. First Pledge – Mertradoetr – 3:24
2. La Masquerade – 7:18
3. Faust’s Dream (In the Theatre of Dejavous) – 8:17
4. Crying Roses – 1:43
5. Materia of Depression – 7:45
6. D.E.C.E.P.T.I.O.N. – 8:25
7. Restless Souls (Heautontimoroumenos) – 14:47
8. Solar Scream – 7:44
9. Last Pledge – Waiting For...? – 1:13

## Twórcy
- Maels – śpiew, gitara, elektronika
- Norrim – elektronika, samplery
- L.th – gitara basowa
- Fear – perkusja

## Wideografia
- D.E.C.E.P.T.I.O.N. – Green Studio w Krakowie, 2003 (wideoklip – 27,81 MB)